# 少年漫画
少年漫畫（英語：comic for boys），是以國小至國中的男孩为主要读者对象的漫画。
在日本，少年漫畫及少女漫畫被稱為兒童漫畫。日本的集英社及講談社將少年漫畫及少女漫畫歸納為「６歲以上至未滿１５歲讀者」而設置的連載漫畫書籍。
另外读者組別甚廣，有許多的兒童和少女、甚至成人也是忠实读者。題材一般以打鬥、懸疑、冒險、科幻為主。少年漫畫劇情圍繞一個或多個男性主角而發展（少數情況亦有女角），大部份主角都為遠大的目標努力奮鬥，經常以自我超越作主題。少年漫畫被認為是最受歡迎的漫畫種類。

## 概要
少年漫畫的對象對讀者層面按年代不同而有所改變及增加：1960年代中期是適合男子中小學生閱讀的漫畫，不過從1960年代末開始擴大讀者層，高中生以上適合年齡層的作品增多。從1990年代開始，青年漫畫的讀者層逐漸擴大的源故，現在少年漫畫專門適合孩子的作品多。儘管如此讀者層不僅是少年，女性也漸漸增加，也存在著許多20歲以上喜好的人。少年漫画亦開始有戀愛的題材，如《美鳥日記》、《草莓百分百》等作品。少年漫畫家大多是男性，如七龍珠作者鳥山明，以及一眾新世代漫畫家如尾田榮一郎和岸本齊史和久保帶人。其中龍珠被稱為「過去三十年最具影響力的少年漫畫」。隨著1970年代中期高橋留美子的出現，女性漫畫家亦開始參與創作少年漫畫。
少年漫畫特點如下：
- 以男性視點作為描寫。
- 常以打鬥或體育類型做為主要元素。
- 充滿熱血角色，有爆發力的人物。
- 表情明顯，以狀聲字或效果線加以強調動感，在此會繪製特別仔細。
- 劇情內容多元，友情、推理皆有。
- 主要男、女性人物俊美與符合人體比例的面貌與身材。
- 較少用氣氛網點，多為塗黑。
- 因性別因素，主角的性格深度和细腻的情感互动描寫較為不足。

## 少年漫畫連載雜誌

### 中国大陆发行
- 龙漫少年星期天
- 尚漫
- 漫友少年S
- 特别优漫
- 劲漫画

### 台灣發行
- 寶島少年
- 龍少年
- 新少年快報

### 日本發行
- 週刊少年Jump
- 週刊少年Sunday
- 週刊少年Magazine
- 月刊少年Magazine
- 週刊少年Champion

### 香港發行
- EX-am
- 新少年週刊